# Katja Lehto
Katja Maarit Lehto (* 14. August 1972 in Jyväskylä) ist eine ehemalige finnische Eishockeyspielerin, die mit der finnischen Frauen-Nationalmannschaft die Bronzemedaille bei den Olympischen Winterspielen 1998 gewann.

## Karriere
Auf Vereinsebene spielte Lehto für KalPa Kuopio und ihren Heimatverein JYP Naiset in der Naisten SM-sarja, mit dem sie 1997 und 1998 jeweils Finnischer Meister wurde.
Bei den Olympischen Winterspielen 1998 in Nagano gewann sie mit der finnischen Nationalmannschaft die Bronzemedaille im olympischen Eishockeyturnier.

## Erfolge und Auszeichnungen
- 1997 Finnischer Meister mit JYP Jyväskylä
- 1998 Finnischer Meister mit JYP Jyväskylä

### International
- 1995 Bronzemedaille bei der Europameisterschaft
- 1997 Bronzemedaille bei der Weltmeisterschaft
- 1998 Bronzemedaille bei den Olympischen Winterspielen
- 1999 Bronzemedaille bei der Weltmeisterschaft
- 2000 Bronzemedaille bei der Weltmeisterschaft